# Тасарал
Тасарал (каз. Тасарал) — село в Актогайском районе Карагандинской области Казахстана. Административный центр и единственный населённый пункт Тасаралского сельского округа. Находится примерно в 237 км к югу от районного центра, центра города Актогай. Код КАТО — 353671100.

## Географическое положение
Расположен на северном берегу озера Балхаш напротив острова Тасарал. Известен своим рыболовным промыслом.
Входит в число населённых пунктов, обеспечивающих функционирование города Приозёрск.

## Население
В 1999 году население села составляло 417 человек (217 мужчин и 200 женщин). По данным переписи 2009 года в селе проживало 416 человек (224 мужчины и 192 женщины).